# Caloplaca parviloba
Caloplaca parviloba är en lavart som beskrevs av Wetmore. Caloplaca parviloba ingår i släktet orangelavar och familjen Teloschistaceae.   Inga underarter finns listade i Catalogue of Life.